# Donots

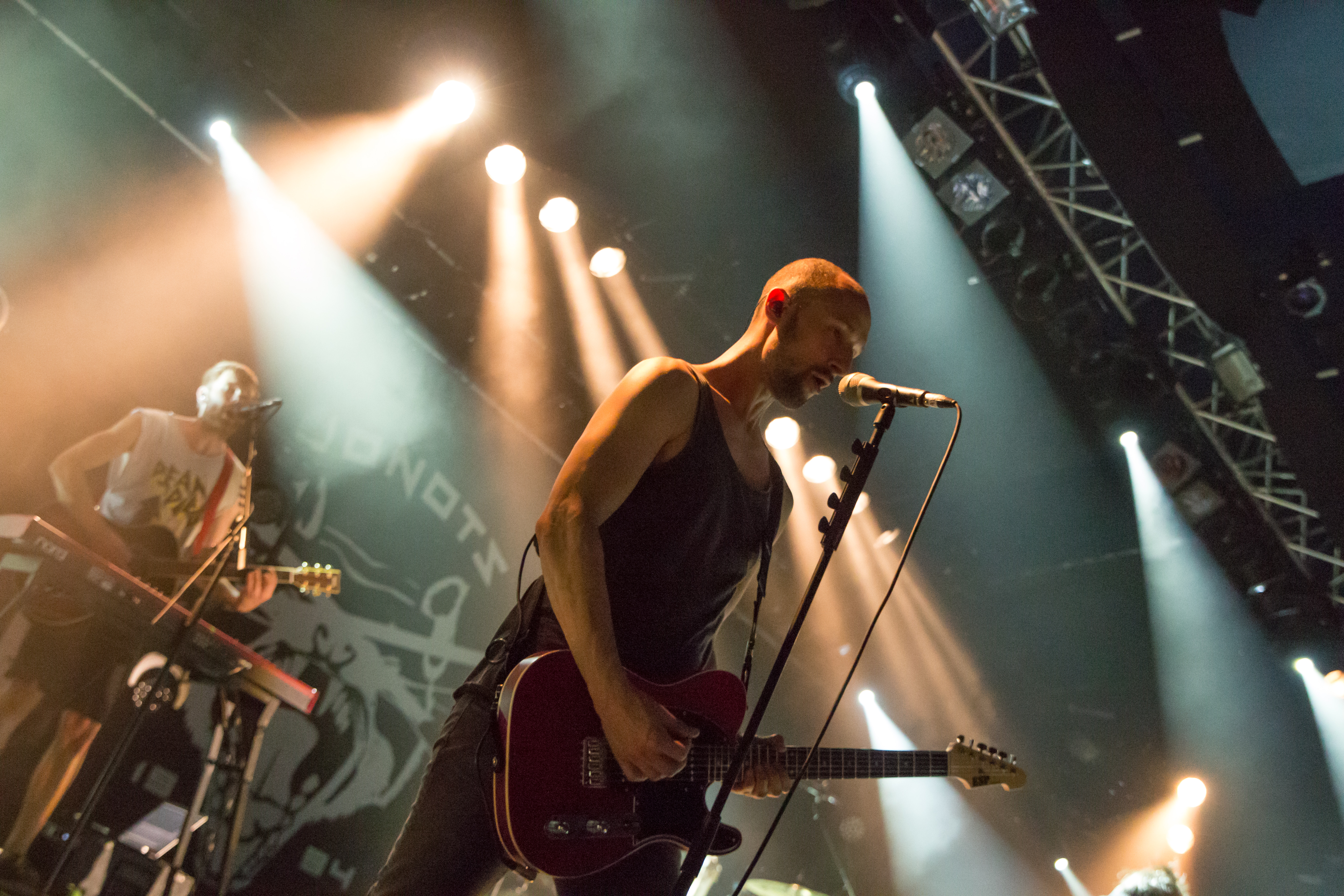
Alex Siedenbiedel, Zelt-Musik-Festival en 2015 Friburgo de Brisgovia, Alemania

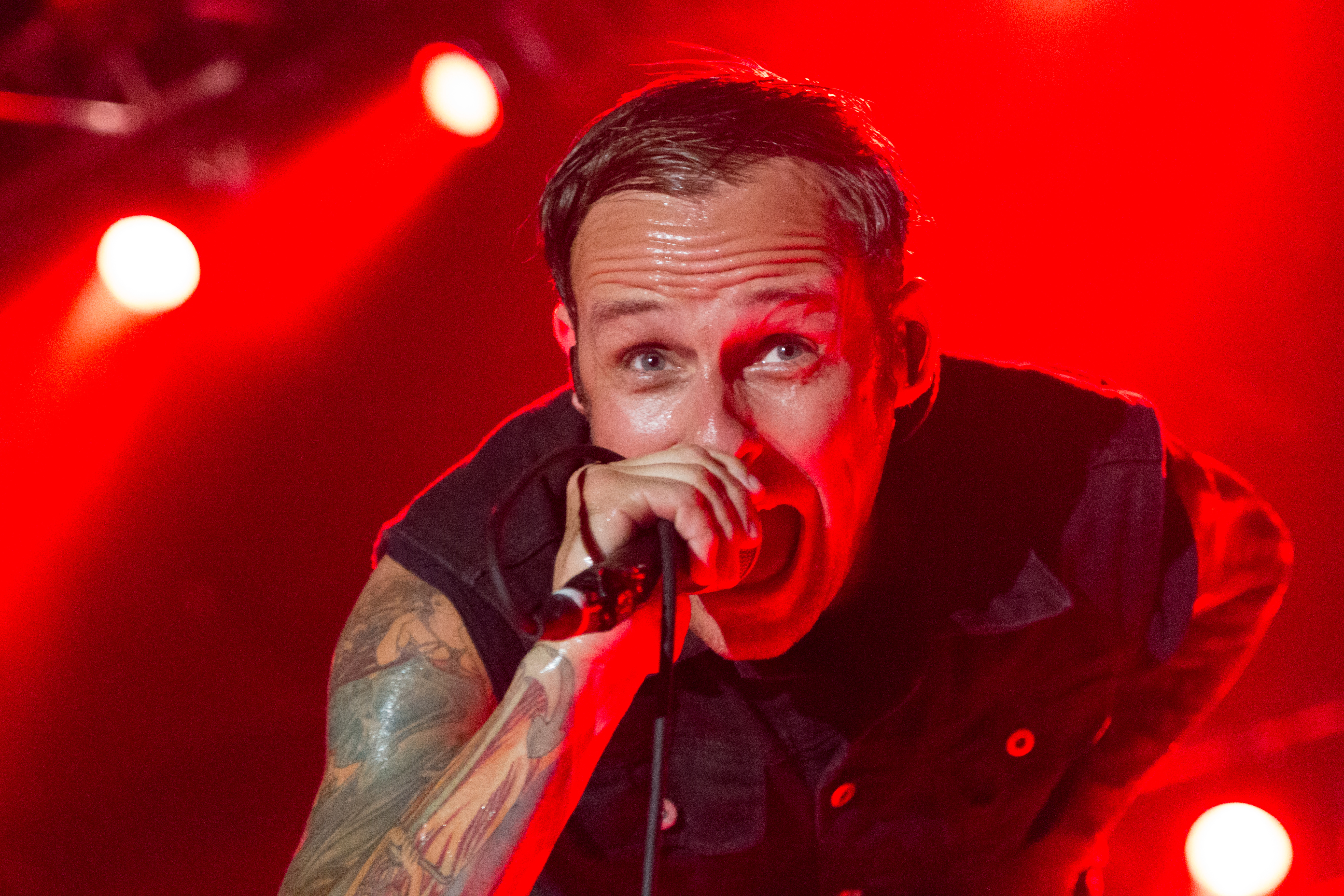
Ingo Knollmann, Zelt-Musik-Festival en 2015 Friburgo de Brisgovia, Alemania

Donots es una banda alemana de rock alternativo, formada en 1993 en Ibbenbüren.

## Historia y Formación
Donots fue fundada en 1993 por Ingo, Guido, Jan-Dirk, Stone y Jens Trippner. El nombre es sinónimo de la filosofía de la banda de no hacer nada, que estaba vinculado con un guiño. En abril de 1994, Donots celebraron su debut en el escenario en el Scheune (palabra alemana para granero) en su ciudad natal Ibbenbüren. 
Donots lanzó su segundo álbum Tonight's Karaoke Contest Winners durante la primavera de 1998. Al mismo tiempo participaron en su primera gira junto a Samiam y ErrorType:11. En 1999 su tercer álbum Better Days Not Included se lanzó a través de la discográfica Supersonic Records (Sony BMG).
En 2001, con el álbum Pocketrock la banda logró un avance significativo en el mercado alemán, principalmente a través del sencillo "Whatever Happened to the 80s". El grupo pasó el otoño de 2001 de gira con la banda americana 'Midtown' tocando en países como Alemania, Austria o Suiza. Un año después, Pocketrock se lanzó a nivel europeo por medio del sello discográfico Burning Heart Records.
El cuarto disco de Donots, Amplify the Good Times se lanza el 17 de junio de 2002, promocionándose a finales del mismo año a través de una gira europea junto a la banda sueca Millencolin, de igual modo el grupo realizó una gira denominada Amplify The Good tour visitando Alemania, Austria, Suiza, Italia, España y Francia. En 2003, el disco Amplify the Good Times se convirtió en un gran éxito en Japón, acarreando su primera gira japonesa. Junto a Anti-Flag, Donots lanzó la canción protesta "You've Been to Our Shows, You've Sung Our Songs, Now Go to a Fucking Protest!" como respuesta a la guerra en Iraq, la canción se difundió de manera gratuita a través de Internet. En agosto de 2004, Donots se convirtió en la primera banda europea en contribuir al recopilatorio Rock Against Bush Vol 2, aportando su canción "Time's Up". El disco se lanzó a través del sello de Fat Mike Fat Wreck Chords.
También en 2004, su canción "We Got The Noise" apareció en la banda sonora de MVP Baseball 2005, y "Saccharine Smile" en la de Burnout 3: Takedown.
El 14 de noviembre de 2006 aparece el recopilatorio The Story So Far – Ibbtown Chronicles, recogiendo todos los sencillos y caras B de la banda, así como dos nuevas canciones tituladas "Duck and Cover" y "Play Dead". Con este lanzamiento la banda cerró su contrato con GUN Records, discográfica de la que el grupo se separó por motivos personales. Guido, guitarrista del grupo, indicó que "A lo largo del tiempo hemos tenido un enfrentamiento tras otro, en lugar de buscar soluciones conjuntas. Sencillamente no nos entendíamos más, y el último disco ha sido una manera de prevenir daños mayores. Incluso en el ámbito promocional no estabamos en la misma onda que la discográfica, tampoco respecto a los videoclips, la selección de los singles y la imagen de la banda". En 2007 el grupo toco en el vigésimo quinto Rheinkultur, un festival alemán al aire libre que ostenta el récord de ser su mayor concierto con 200,000 visitantes.
El 28 de marzo de 2008, se lanzó el álbum Coma Chameleon a través de su propio sello Solitary Man Records. El sencillo "Stop the Clocks" fue nominado para el prestigioso galardón alemán '1 Live Krone'. El 22 de septiembre de 2009, el EP To Hell with Love se lanzó en el Reino Unido.
"Calling", el primer single anticipo del octavo disco de estudio de la banda, The Long Way Home, se lanzó en formato digital el 12 de marzo de 2010, saliendo a la venta en Alemania el álbum en formato normal y de edición limitada el 26 de marzo de 2010 a través de Solitary Man Records. El 28 de mayo de 2010 ve la luz el segundo single "Forever Ends Today", siendo invitada la banda por Green Day a tocar durante los meses de mayo, junio y julio junto a ellos en las citas alemanas de la gira Green Day Tour 2010. Una edición especial de The Long Way Home, que incluye canciones del disco Coma Chameleon se lanzó en Reino Unido el 21 de septiembre de 2010 a través del sello Lockjaw Records, y posteriormente en los Estados Unidos el 23 de noviembre de 2010 a través de OK!Good Records.

## Miembros
- Ingo Knollmann vocalista – desde 1993
- Guido Knollmann guitarra eléctrica, coros – desde 1993
- Jan Dirk Poggemann bajo eléctrico – desde 1993
- Eike Herwig batería – desde 1995
- Alex Siedenbiedel guitarra eléctrica – desde 1996

## Discografía

### Álbumes de estudio
| 1996                                      | Pedigree Punk - Lanzamiento: 1994 - Sello: n/a - Formato: CD                                                             | —  | —  | —   |  |
| 1998                                      | Tonight's Karaoke Contest Winners - Lanzamiento: 1998 - Sello: Headshock - Formato: CD                                   | —  | —  | —   |  |
| 1999                                      | Better Days Not Included - Lanzamiento: 7 de junio de 1999 - Sello: GUN Records / BMG - Formato: CD, digital download    | —  | —  | —   |  |
| 2001                                      | Pocketrock - Lanzamiento: 8 de enero de 2001 - Sello: GUN Records / Burning Heart - Formato: CD, digital download        | 31 | —  | —   |  |
| 2002                                      | Amplify the Good Times - Lanzamiento: 17 de junio de 2002 - Sello: GUN Records / BMG - Formato: CD, LP, digital download | 18 | 45 | 51  |  |
| 2004                                      | Got the Noise - Lanzamiento: 21 de junio de 2004 - Sello: GUN Records / Sony BMG - Formato: CD, LP, digital download     | 17 | 39 | 42  |  |
| 2008                                      | Coma Chameleon - Lanzamiento: 28 de marzo de 2008 - Sello: Solitary Man Records - Formato: CD, LP, digital download      | 41 | —  | 135 |  |
| 2010                                      | The Long Way Home - Lanzamiento: 26 de marzo de 2010 - Sello: Solitary Man Records - Formato: CD, LP, digital download   | 24 | —  | —   |  |
| 2012                                      | Wake The Dogs - Lanzamiento: 27 de abril de 2012 - Sello: Vertigo Berlin (Universal) - Formato: CD, LP, digital download | 6  | 32 | —   |  |
| "—" denotes a release that did not chart. | |    |    |     |  |

### Recopilatorios
| 2006                                      | The Story So Far: Ibbtown Chronicles - Released: November 24, 2006 - Label: Sony BMG - Format: CD, digital download     | — | — | 276 | — |
| 2009                                      | To Hell with Love - Released: September 14, 2009 (only UK) - Label: Solitary Man Records - Format: CD, digital download | — | — | —   | — |
| "—" denotes a release that did not chart. | |   |   |     |   |

### Split albums
| Year | Album details                                                |
| ---- | ------------------------------------------------------------ |
| 2001 | DONOTS vs. MIDTOWN - Released: 2001 - Label: Bushido Records |

### Exclusive compilation tracks
| Year | Track                                                 | Album details                                                                      |
| ---- | ----------------------------------------------------- | ---------------------------------------------------------------------------------- |
| 2001 | "Ausgebombt"                                          | Aggropop Now! - Released: April 4, 2003 - Label: Destiny Records                   |
| 2004 | "Time's Up"                                           | Rock Against Bush, Vol. 2 - Released: August 9, 2004 - Label: Fat Wreck Chords     |
| 2004 | "Ich töte meinen Nachbarn und verprügel seine Leiche" | Kunst! 20 Jahre die Kassierer - Released: November 15, 2005 - Label: Teenage Rebel |

### Sencillos
| 1999 | "Outshine the World" - Released: March 1, 1999                 | Better Days Not Included | –  |
| 2000 | "Whatever Happened to the 80's" - Released: September 25, 2000 | Pocketrock               | 67 |
| 2001 | "Superhero" - Released: 2001                                   | Pocketrock               | –  |
| 2001 | "Today" - Released: 2001                                       | Pocketrock               | –  |
| 2001 | "Room with a View" - Released: September 17, 2001              | Pocketrock               | 93 |
| 2002 | "Saccharine Smile" - Released: May 21, 2002                    | Amplify the Good Times   | 77 |
| 2002 | "Big Mouth" - Released: July 15, 2002                          | Amplify the Good Times   | –  |
| 2002 | "We're Not Gonna Take It" - Released: September 30, 2002       |                          | 33 |
| 2004 | "We Got the Noise" - Released: June 1, 2004                    | Got the Noise            | 33 |
| 2004 | "Good-Bye Routine" - Released: September 13, 2004              | Got the Noise            | 92 |
| 2008 | "Stop the Clocks" - Released: June 13, 2008                    | Coma Chameleon           | 50 |
| 2010 | "Calling" - Released: March 12, 2010                           | The Long Way Home        | 75 |
| 2010 | "Forever Ends Today" - Released: May 28, 2010                  | The Long Way Home        | –  |

## Videografía
| Year | Album details                                                                   | Certifications (Certificación) |
| ---- | ------------------------------------------------------------------------------- | ------------------------------ |
| 2005 | Ten Years of Noise - Released: January 31, 2005 - Label: Gun Records / Sony BMG |                                |
| 2009 | To Hell with Live - Released: December 18, 2009 - Label: Solitary Man Records   |                                |

### Videos musicales
| Year | Song                                    | Director                           | Song from                | Video appears on   |
| ---- | --------------------------------------- | ---------------------------------- | ------------------------ | ------------------ |
| 1999 | "Outshine the World"                    |                                    | Better Days Not Included | Ten Years of Noise |
| 2000 | "Whatever Happened to the 80s"          |                                    | Pocketrock               | Ten Years of Noise |
| 2001 | "Superhero"                             |                                    | Pocketrock               | Ten Years of Noise |
| 2001 | "Today"                                 |                                    | Pocketrock               | Ten Years of Noise |
| 2001 | "Room with a View (Give Me Shelter...)" |                                    | Pocketrock               | Ten Years of Noise |
| 2002 | "Saccharine Smile"                      |                                    | Amplify the Good Times   | Ten Years of Noise |
| 2002 | "Big Mouth"                             |                                    | Amplify the Good Times   | Ten Years of Noise |
| 2002 | "We're Not Gonna Take It                |                                    | Amplify the Good Times   | Ten Years of Noise |
| 2004 | "We Got the Noise"                      |                                    | Got the Noise            | Ten Years of Noise |
| 2004 | "Good-Bye Routine"                      |                                    | Got the Noise            | Ten Years of Noise |
| 2008 | "Pick Up the Pieces"                    |                                    | Coma Chameleon           |                    |
| 2008 | "Break My Stride"                       | Magnus Härdner                     | Coma Chameleon           | To Hell with Love  |
| 2008 | "Stop the Clocks"                       | Magnus Härdner                     | Coma Chameleon           | To Hell with Love  |
| 2008 | "The Right Kind of Wrong"               | Magnus Härdner                     | Coma Chameleon           | To Hell with Love  |
| 2008 | "New Hope for the Dead"                 |                                    | Coma Chameleon           | To Hell with Love  |
| 2010 | "Calling"                               | Magnus Härdner                     | The Long Way Home        |                    |
| 2010 | "Forever Ends Today"                    | Johannes Timpernagel, Robert Pohle | The Long Way Home        |                    |
| 2010 | "Dead Man Walking"                      | Magnus Härdner                     | The Long Way Home        |                    |
| 2010 | "Let It Go"                             | Magnus Härdner                     | The Long Way Home        |                    |